# Opgørets Time
|  | Denne artikel er oprettet af botten Steenthbot ud fra en ekstern database. Den kan derfor have sproglige fejl eller mangler. Denne skabelon kan fjernes efter kontrol af indholdet. |

Opgørets Time er en dansk dokumentarfilm fra 1946.

## Handling
Ved meddelelsen om tyskernes kapitulation rykkede frihedskæmperne ud. Overgangen fra illegale operationer til åben aktion. De unge mennesker løser under Frihedsrådets Kommandoudvalgs ledelse en lang række opgaver. HIPO'er hentes i Istedgade. Tyske snigskytter beskyder fra deres positioner mennesker på Rådhuspladsen. De tyske tropper forlader landet. De samles ved grænsen, hvor de undersøges grundigt for våben og andet materiel. Også deres danske penge bliver beslaglagt. Optagelser fra Ryvangen, hvor mange danskere mistede livet.